# Theronia lucida
Theronia lucida là một loài tò vò trong họ Ichneumonidae.